# Festival international du film de comédie de l'Alpe d'Huez 2019
Le Festival international du film de comédie de l'Alpe d'Huez 2019, 22e édition du festival organisé par l'agence Tournée générale, s'est déroulé du 15 au 20 janvier 2019.

## Déroulement et faits marquants
Le 19 janvier 2019, le palmarès est dévoilé : le grand prix est décerné à Mon bébé de Lisa Azuelos, pour lequel Sandrine Kiberlain remporte le Prix d'interprétation féminine. Le Prix d'interprétation masculine est remporté par François Civil pour son rôle dans Mon inconnue, le prix du Jury à Les Crevettes pailletées de Cédric Le Gallo et Maxime Govare et le prix du public à Jusqu'ici tout va bien de Mohamed Hamidi.

## Jury
- Alexandra Lamy (présidente du jury), actrice
- Rossy de Palma, actrice
- Rayane Bensetti, acteur
- Éric Elmosnino, acteur
- Anne Marivin, actrice

## Sélection

### En compétition

#### Longs métrages
- Jusqu'ici tout va bien de Mohamed Hamidi
- Damien veut changer le monde de Xavier de Choudens
- Mon bébé de Lisa Azuelos
- Rebelles d'Allan Mauduit
- Roxane de Mélanie Auffret
- Mon inconnue de Hugo Gélin
- Les Petits Flocons de Joséphine de Meaux
- Les Crevettes pailletées de Cédric Le Gallo et Maxime Govare

#### Courts métrages
- 3000 euros de Johann Dionnet
- Bite con merde de Côme Levin
- Cache-cash d'Enya Baroux et Martin Darondeau
- Call me Matthew de Rémy Cayuela
- Joyeux noël Bernard de Philippe Vieux et Sébastien Chamaillard
- Junior de Max Mauroux
- La Clé du problème d'Eden Ducourant et Gabin Ducourant
- On récolte ce que l'on sème de Tom Barto
- Pile Poil de Lauriane Escaffre et Yvonnick Muller
- Smile de Léa Lando et Stéphane Marelli
- Vire-moi si tu peux de Camille Delamarre

### Hors compétition
- Nicky Larson et le parfum de Cupidon de Philippe Lacheau
- Chamboultout d'Éric Lavaine
- Ralph 2.0 de Rich Moore et Phil Johnston
- Royal Corgi de Ben Stassen et Vincent Kesteloot

### Séances spéciales
- Kill Ben Lyk d'Erwan Marinopoulos
- Girls with Balls d'Olivier Afonso

## Palmarès
- Grand prix : Mon bébé de Lisa Azuelos.
- Prix d'interprétation féminine : Sandrine Kiberlain pour son rôle dans Mon bébé.
- Prix d'interprétation masculine : François Civil pour son rôle dans Mon inconnue.
- Prix du Jury : Les Crevettes pailletées de Cédric Le Gallo et Maxime Govare.
- Prix du public : Jusqu'ici tout va bien de Mohamed Hamidi.